# 北海道電気保安協会
一般財団法人北海道電気保安協会（ほっかいどうでんきほあんきょうかい）は、北海道全域の企業・家庭向けに電気の点検・保安業務を行っている一般財団法人。

## 協会概要
- 設立: 1966年3月23日

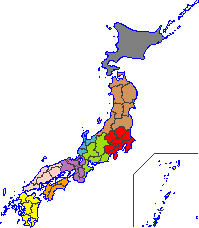
北海道電気保安協会の業務区域（灰色に塗られた1道）

- 本部: 北海道札幌市西区発寒六条12丁目6番11号
- 支部: 札幌市・旭川市・北見市・小樽市・釧路市・帯広市・苫小牧市・函館市
- 総合技術センター: 恵庭市

## 業務内容
- 各種電気設備の安全点検
- 企業向け各種電気設備の保安・監視
- 各種電気設備の取り付け・修理・新設相談
- 電気系資格技術講習会
- 一般向け電気安全講習会への講師派遣
- 電気を安全に使用するための広報業務
- 電気・省エネ相談承り
- 北海道電力との連携業務

## 協会キャラクター
- ホーちゃん(フクロウ)